# Hondskopwaterslang
De hondskopwaterslang (Cerberus rynchops) is een slang uit de familie waterdrogadders (Homalopsidae).

## Naam en indeling
De wetenschappelijke naam van de soort werd voor het eerst voorgesteld door Johann Gottlob Schneider in 1799. Oorspronkelijk werd de wetenschappelijke naam Hydrus rynchops gebruikt. De slang werd eerder aan andere geslachten toegekend, zoals Coluber, Python, Homalopsis en het niet langer erkende Hurria.

## Uiterlijke kenmerken
De hondskopwaterslang heeft in tegenstelling tot andere slangen een relatief stompe kop met een afgeronde bek. De ogen zijn vrij klein en zijn bijna boven op de kop gepositioneerd. Hieraan is ook de Nederlandstalige naam te danken. Cerberus rynchops is donkerbruin van kleur, en kan zo'n 1 meter lang worden. Een typisch kenmerk is de zwarte streep van het neusgat over het oog tot in de nek.
Deze soort bevindt zich meestal in het water, maar kan zich zijwaarts over moddervlakten voortbewegen. Cerberus rynchops is nauwelijks giftig, de kleine giftanden liggen achter in de bek.

## Verspreiding en habitat
De hondskopwaterslang komt voor in delen van Azië en leeft in India, Bangladesh, Myanmar, Thailand, Maleisië en Indonesië. De habitat bestaat uit bossen, kusttreken bij koraalriffen, estuaria, mangrovebossen en ondiepe delen van de zee. Het is een van de weinige soorten slangen die zout water tolereert.

## Levenswijze

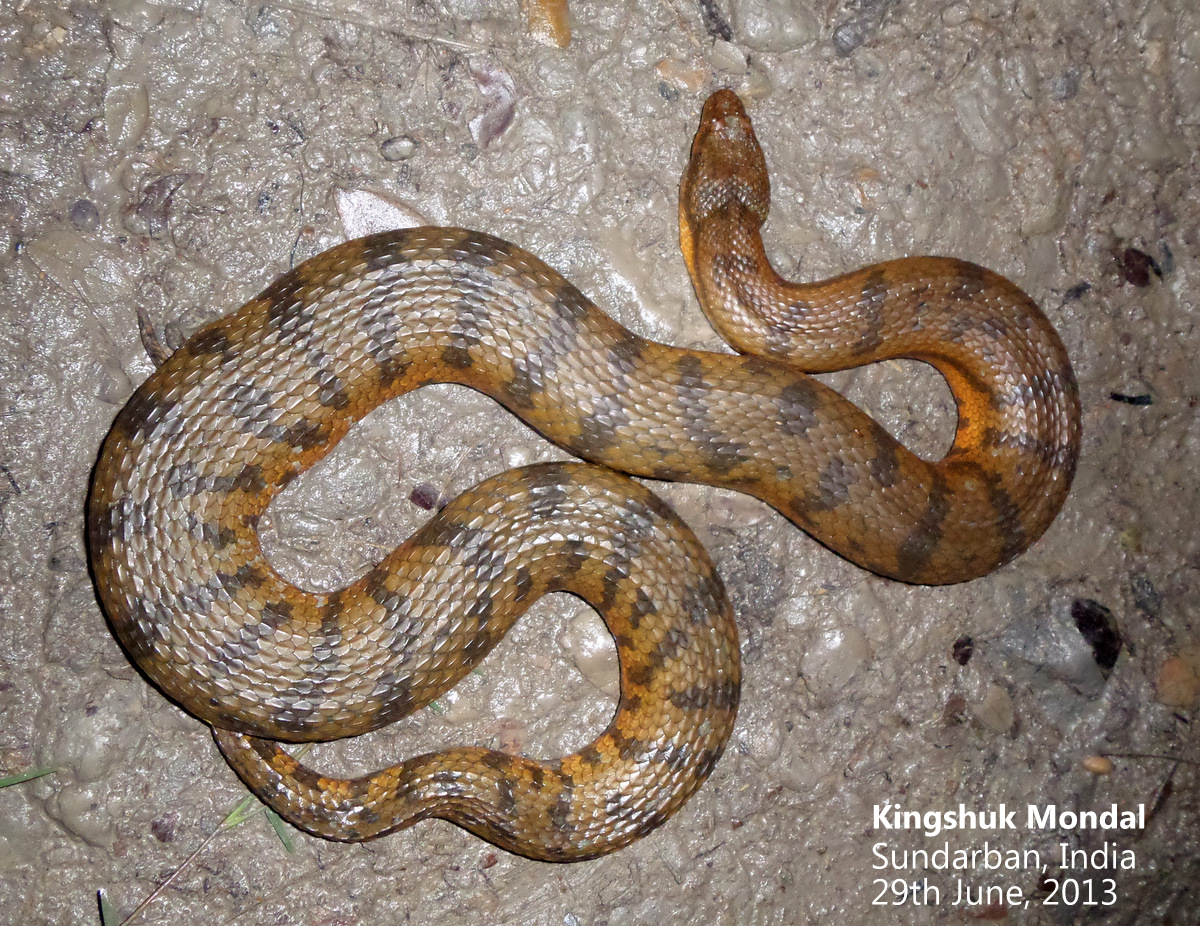
Bovenaanzicht

De hondskopwaterslang eet voornamelijk vissen als longvissen, palingen en meervalachtigen, waarschijnlijk worden ook krabben gegeten. Jongere dieren eten wat kleinere vissen. De slang wacht de prooi op en slaat snel toe, of achtervolgt de prooi.
De voortplanting bij de Cerberus rynchops is een zogenaamde ovovivipare voortplanting. De vrouwtjes zetten geen eieren af maar zijn eierlevendbarend, de jongen komen levend ter wereld. Hierbij worden de 8 tot 6 eieren in het lichaam uitgebroed. De jongen zijn zo'n 17 tot 25 cm lang en zijn volwassen zodra ze ongeveer 60 cm lang zijn op de leeftijd van zo'n 2 tot 3 jaar.
In het water is de slang rustig en goed hanteerbaar, op het land is hij minder op zijn gemak en kan de slang gemeen bijten wanneer hij aangeraakt wordt. Ook kan een smerig ruikende stof worden uitgescheiden bij gevaar.

## Beschermingsstatus
Door de internationale natuurbeschermingsorganisatie IUCN is de beschermingsstatus 'veilig' toegewezen (Least Concern of LC).